# بدنام (بازی ویدئویی)
بدنام (به انگلیسی: inFAMOUS) یک بازی ویدئویی جهان باز در سبک اکشن-ماجراجویی است که توسط ساکر پانچ پروداکشنز ساخته شده و به‌وسیلهٔ سونی کامپیوتر انترتینمنت در مه ۲۰۰۹ به‌طور انحصاری برای کنسول پلی‌استیشن ۳ انتشار یافت. دنباله‌ای برای این بازی با نام بدنام ۲ در ۷ ژوئن ۲۰۱۱ برای کنسول پلی‌استیشن ۳ منتشر شده است.

## داستان
داستان بازی دربارهٔ فردی به نام کول مک‌گرث است که قدرت فرابشری دارد و در شهری که توسط انفجاری نامعملوم صدمه دیده زندگی می‌کند و مردم او را مقصر انفجار می‌دانند که بازیکن می‌تواند با انتخاب بین خیر و شر بازی را پیش ببرد.

## بازتاب‌ها
| گردآورنده  | امتیاز |
| ---------- | ------ |
| گیم‌رنکینگز | ۸۶٫۱۷٪ |
| متاکریتیک  | ۸۵/۱۰۰ |

| ناشر         | امتیاز    |
| ------------ | --------- |
| وان‌آپ.کام    | A-        |
| یوروگیمر     | ۷/۱۰      |
| گیم اینفورمر | ۹/۱۰      |
| گیم‌اسپات     | ۹/۱۰      |
| گیم‌تریلرز    | ۹/۱۰      |
| آی‌جی‌ان       | ۹٫۲/۱۰    |
| ایکس پلی     | ۵/۵       |
| جاینت بمب    | 5/5 ستاره |
| دنیای بازی   | [ ۵ ]     |